# Tournoi de Minsk
Le tournoi de Minsk est une compétition de judo organisée à Minsk en Biélorussie par l'EJU (European Judo Union) faisant partie de la Coupe du monde de judo masculine ou féminine en fonction des années. Elle se déroule fin mai ou début juin.

## Palmarès masculin
| World Cup    | World Cup              | World Cup             | World Cup            | World Cup              | World Cup              | World Cup           | World Cup              |
| Année        | -60 kg                 | -66 kg                | -73 kg               | -81 kg                 | -90 kg                 | -100 kg             | +100 kg                |
| ------------ | ---------------------- | --------------------- | -------------------- | ---------------------- | ---------------------- | ------------------- | ---------------------- |
| 2018         | Sharafuddin Lutfillaev | Aram Grigoryan        | Khikmatillokh Turaev | Zebeda Rekhviashvili   | Viktar Kliavusau       | Elmar Gasimov       | Uladzislau Tsiarpitski |
| 2017         | Bekir Özlü             | Nijat Shikhalizada    | Hidayat Heydarov     | Denis Kalinin          | Yahor Varapayeu        | Varlam Liparteliani | Uladzislau Tsiarpitski |
| 2015         | Otar Bestaev           | Kilian Le Blouch      | Guillaume Chaine     | Mohamed Abdelaal       | Axel Clerget           | José Armenteros     | Sven Heinle            |
| 2013         | Mykola Saenko          | Abdula Abduldzhalilov | Sagi Muki            | Szabolcs Krizsan       | Noël Van't End         | Clément Delvert     | Nodar Metreveli        |
| 2012         | Graham Trinder         | Patrick Gagné         | Aliaksei Svirid      | Aliaksandr Stsiashenka | Andrew Burns           | James Austin        | Zilvinas Zabarskas     |
| 2010         | Robert Mshvidobadze    | Denis Lavrentyev      | Mikhail Machin       | Yoel Razvozov          | Azamat Sitimov         | Yauhen Biadulin     | Vladimirs Osnacs       |
| 2006         | Bazarbek Donbay        | Vitaly Verkhoturov    | Vsevolods Zelonijs   | Joao Neto              | Andrei Kazusionok      | Ihar Makarau        | Juri Rybak             |
| A-Tournament |                        |                       |                      |                        |                        |                     |                        |
| Année        | -60 kg                 | -66 kg                | -73 kg               | -81 kg                 | -90 kg                 | -100 kg             | +100 kg                |
| 2004         | Kenji Uematsu          | Elchin Ismayilov      | Joao Neto            | Siarhei Shundzikau     | Francesco Lepre        | Ariel Zeevi         | Juri Rybak             |
| 2002         | Anzor Gaunov           | Elchin Ismayilov      | Konstantin Siamionau | Siarhei Shundzikau     | Dmitri Budolin         | Martin Padar        | Janusz Wojnarowicz     |
| 2001         | Alexander Ridnyi       | Mussa Nastuev         | Anatoly Laryukov     | Elkhan Rajabli         | Muslim Gadzhimagomedov | Juri Rybak          | Tamerlan Tmenov        |
| 2000         | Andrey Godovnikov      | Ehud Vaks             | Gil Offer            | Mekhman Azizov         | Khasanbi Taov          | Ariel Zeevi         | Valentin Ruslyakov     |
| 1999         | Natik Bagirov          | Magomed Dzhafarov     | Anatoly Laryukov     | Lasha Pipia            | Sergei Kukharenka      | Antal Kovacs        | Indrek Pertelson       |
| 1998         | Natik Bagirov          | Vladimir Drachko      | Danny Kingston       | Robertas Rimas         | Alexey Timoshkin       | Juri Rybak          | Ruslan Sharapov        |

## Palmarès féminin
| World Cup    | World Cup               | World Cup          | World Cup          | World Cup          | World Cup         | World Cup            | World Cup           |
| Année        | -48 kg                  | -52 kg             | -57 kg             | -63 kg             | -70 kg            | -78 kg               | +78 kg              |
| ------------ | ----------------------- | ------------------ | ------------------ | ------------------ | ----------------- | -------------------- | ------------------- |
| 2018         | Otgontsetseg Galbadrakh | Kseniya Danilovich | Julia Kowalczyk    | Lubjana Piovesana  | Natascha Ausma    | Ilona Lucassen       | Anzhela Gasparian   |
| 2017         | Maria Siderot           | Darya Skrypnik     | Telma Monteiro     | Agata Ozdoba-Błach | Szaundra Diedrich | Marhinde Verkerk     | Larisa Cerić        |
| 2015         | Alexandra Podryadova    | Darya Skrypnik     | Shushana Gevondyan | Marielle Pruvost   | Roxane Taeymans   | Maike Ziech          | Carolin Weiß        |
| 2013         | Maryna Cherniak         | Birgit Ente        | Juul Franssen      | Anne Laure Bellard | Heide Wollert     | Géraldine Mentouopou | Maryna Slutskaya    |
| 2011         | Lyudmila Bogdanova      | Majlinda Kelmendi  | Yadinis Amaris     | Johanna Ylinen     | Natalia Smal      | Vera Moskalyuk       | Tea Dongouzachvili  |
| 2009         | Natalia Kondratieva     | Emilie Lafont      | Barbara Harel      | Anne Laure Bellard | Sally Conway      | Anastasia Matrosova  | Rebecca Ramanich    |
| 2007         | Michaela Baschin        | Audrey La Rizza    | Kifayat Gasimova   | Sarah Clark        | Yulia Kuzina      | Céline Lebrun        | Tea Dongouzachvili  |
| 2005         | Tatyana Moskvina        | Lyudmila Bogdanova | Fanny Riaboff      | Ylenia Scapin      | Mylène Chollet    | Agnieszka Czepukoic  | Yuliya Barysik      |
| A-Tournament |                         |                    |                    |                    |                   |                      |                     |
| Année        | -48 kg                  | -52 kg             | -57 kg             | -63 kg             | -70 kg            | -78 kg               | +78 kg              |
| 2003         | Giuseppina Macrì        | Raffaella Imbriani | Olga Sonina        | Ylenia Scapin      | Rasa Sraka        | Esther San Miguel    | Tea Dongouzachvili  |
| 2002         | Irina Goremykina        | Lyudmila Bogdanova | Olga Sonina        | Aneta Szczepanska  | Svetlana Galyant  | Barbara Wojcicka     | Elena Shabanovich   |
| 2001         | Tatyana Shishkina       | Oxana Karzakova    | Tatyana Shushakova | Anna Saraeva       | Maryna Pryshchepa | Anastasia Matrosova  | Irina Rodina        |
| 2000         | Tatyana Moskvina        | Tatiana Barilova   | Cheryle Peel       | Irina Afonina      | Svetlana Galyant  | Svetlana Fedoseenko  | Karina Bryant       |
| 1999         | Tatyana Kuvshinova      | Inge Clement       | Deborah Allan      | Ielena Petrova     | Rita Soos         | Anastasia Matrosova  | Svetlana Gundarenko |
| 1998         | Maarit Kallio           | Elise Summers      | Olena Glebova      | Sandra Wurm        | Tatyana Belyaeva  | Anastasia Matrosova  | Olga Tarasova       |